# الوارو تیرنو
الوارو تیرنو (انگلیسی: Álvaro Tierno؛ زادهٔ ۳۰ اکتبر ۱۹۹۲) بازیکن فوتبال اهل اسپانیا است.
از باشگاه‌هایی که در آن بازی کرده‌است می‌توان به باشگاه فوتبال رئال ساراگوسا اشاره کرد.